# Stanisław Bugalski
Stanisław Bugalski (* 22. Oktober 1931 in Warschau; † 14. Juli 1991 ebenda) war ein polnischer Radrennfahrer und nationaler Meister im Radsport.

## Sportliche Laufbahn
Bugalski hatte einen ersten größeren Erfolg als Zweiter der Polen-Rundfahrt 1954 hinter dem Sieger Marian Więckowski. Er gewann eine Etappe in der Rundfahrt wie auch in der folgenden Saison. 1956 wurde er nationaler Meister im Bergfahren, einem Wettbewerb mit langer Tradition im polnischen Radsport. Er wurde erneut Zweiter der Polen-Rundfahrt, wieder hinter Więckowski und gewann zwei Etappen. In der Saison 1957 verteidigte er seinen Bergtitel. Weitere Meisterschaftsrennen gewann er im Mannschaftszeitfahren 1955 und 1956. Die Internationale Friedensfahrt bestritt er 1956 (39. Platz) und 1957 (25. Platz).